# Ischnoscelicoris
Ischnoscelicoris is een geslacht van wantsen uit de familie van de Miridae (Blindwantsen). Het geslacht werd voor het eerst wetenschappelijk beschreven door Odo Reuter in 1886.

## Soorten
Het genus is monotypisch en bevat alleen de volgende soort:

- Ischnoscelicoris rubrinervis (Reuter, 1880)